# Етадзіма

34°13′22″ пн. ш. 132°26′39″ сх. д. / 34.22278° пн. ш. 132.44417° сх. д.
Етадзі́ма (яп. 江田島市, えたじまし, МФА: [etad͡ʑima ɕi̥]) — місто в Японії, в префектурі Хіросіма.

## Короткі відомості

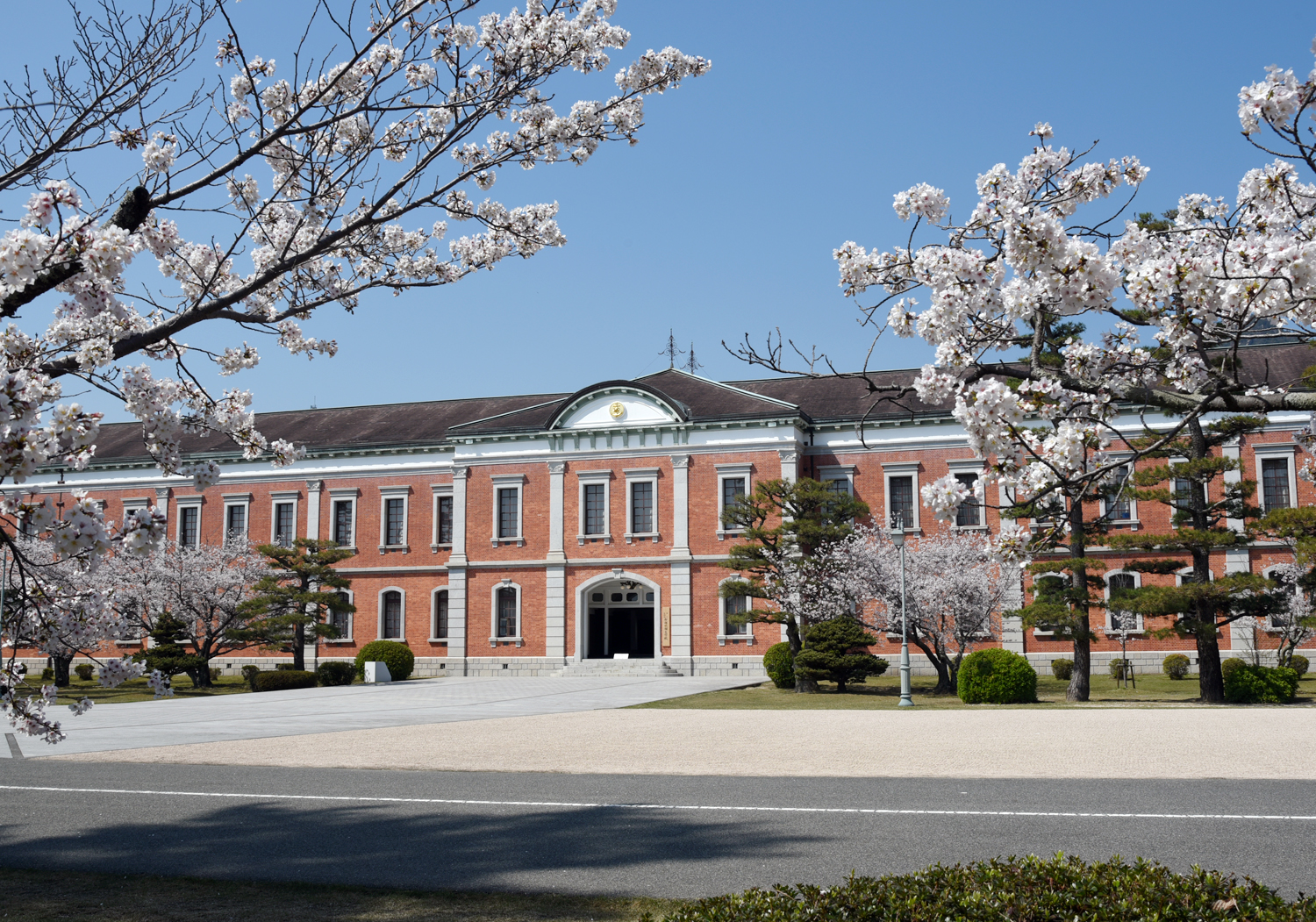
Будинок колишньої Військової академії флоту.

Етадзіма розташована в південно-західній частині префектури Хіросіма, на сході Хіросімської затоки. Місто розкинулося на островах Ета, Номі й інших прилеглих малих островах. Етадзіма була утворена 1 листопада 2004 року шляхом об'єднання 4 містечок: Етадзіми, Номі, Окімі й Оґакі. Його назва означала «острів Ета» й походила від імені найбільшого острова затоки.
Центральну і найбільш густо заселену частину міста становить територія колишнього містечка Етадзіма. Воно займає усю площу острова Ета. Цей район сполучається поромним транспортом із Хіросімою та Куре. Етадзіма стрімко урбанізувалася після 1888 року, у зв'язку з перенесенням сюди Військової академії флоту Японії. До 1945 року цей навчальний заклад був головною «кузнею» військово-морських кадрів країни. З 1956 року на базі колишньої академії діє училище Військово-морських Сил Самооборони та історичний музей Імперського флоту Японії.
Колишнє містечко Номі займає центральну частину острова Номі. Воно сполучається швидкісним поромом із Хіросімським портом Удзіна. Район Окімі розташований на північному заході острова Номі, островах Окурокамі та Онасабі. Він також має поромне сполучення з Хіросімою. Колишнє містечко Оґакі лежить на півдні острова Номі й сполучається з містом Куре через великий міст Хаясе. Крім цього, із Куре існує сполучення по мосту Ондо.
Основою економіки Етадзіми є вирощування квітів, городництво та розведення устриць.
Станом на 1 жовтня 2007 площа міста становила 100,97 км². Станом на 1 червня 2011 населення міста становило 26 468 осіб.